# Morogoro (vùng)
Morogoro là một vùng của Tanzania. Thủ phủ của vùng Morogoro đóng tại Morogoro. Vùng Morogoro có diện tích 70799 ki lô mét vuông. Đến thời điểm điều tra dân số ngày 25 tháng 8 năm 2002, vùng Morogoro có dân số 1759809 người.